# James McDaniel
Pour les articles homonymes, voir McDaniel.
James McDaniel est un acteur, réalisateur et producteur américain né le 25 mars 1958 à Washington D.C..

## Biographie
James McDaniel est né et élevé à Washington D.C.. Il a suivi des études de vétérinaire à l'Université de Pennsylvanie. Il vit aujourd'hui à New York avec sa femme et ses deux enfants.

## Filmographie

### En tant qu'acteur

#### Cinéma
- 1983 : Banzaï : Le gars du Bronx
- 1988 : Rocket Gibraltar : Un officier de police
- 1997 : A Deadly Vision  : Dr. Tony Natale
- 1997 : La Dernière Cavale (Truth or Consequences, N.M.) : Frank Thompson
- 1998 : Les Soupçons de Mary (Silencing Mary) : Professeur Thiel
- 2009 : Mort en beauté (Hostile Makeover) : Mac
- 2010 : See You in September : Lewis
- 2013 : Home : Dr Parker
- 2015 : Sacrifice : Traeger
- 2018 : Night Comes On : un officier
- 2020 : Lapsis : Felix

#### Télévision

##### Séries télévisées
- 1970 : La Force du destin (All My Children) : Mickey
- 1983 : Aline et Cathy : Reverend
- 1986 : American Playhouse : Jack
- 1988 : Les incorruptibles de Chicago : Byron
- 1988 : Tattingers
- 1989 : A Man Called Hawk : Ringer
- 1990 : Meurtre en noir et blanc (Murder in Black and White) : Fred
- 1990 : H.E.L.P. : Palmer
- 1990 : Cop Rock (Cop Rock) : Officier Franklin Rose
- 1990 : Alice : Dorothy's Xmas Party Guest
- 1991 : Strictly Business : Roland Halloran
- 1991 : Gabriel Bird : Jackson
- 1991 : New York, police judiciaire : Michael Ingrams (saison 1, épisode 17)
- 1991 : La loi de Los Angeles : Major Charles Rainero
- 1992 : Malcolm X : Frère Earl
- 1993-2001 : New York police Blues : Arthur Fancy
- 2001 : Any Day Now (en) : Riley Adams
- 2002 : Division d'élite : Brian Lawrence
- 2002 : Disparition (Taken)  : General Beers
- 2003 : Stargate SG-1  : Général Francis Maynard, Chef d'État-Major des Armées
- 2003 - 2005 : Las Vegas : Gavin Brunson
- 2004 : New York, unité spéciale : Javier Vega (saison 5, épisode 21)
- 2004 - 2005 : La Vie comme elle est : William Miller
- 2006 : Love Monkey : Derrick Cooper
- 2006 : Conviction : Tony Murno
- 2007 : Numb3rs : Phillip Wright
- 2010 - 2011 : Detroit 1-8-7 : Sergent Jesse Longford
- 2013 : Orange Is the New Black : Jean Baptiste
- 2014 : Following : Agent Phillips
- 2010 - 2014 : The Good Wife : Detective Lou Johnson
- 2014 : Hysteria :  Dr Carl Sapsi
- 2014 : NCIS: Nouvelle-Orléans ; Papa Parks
- 2014 : Forever  : Al Rainey
- 2014 : Blue Bloods : Chef Daniels
- 2015 :  Madam Secretary  : Général Roger Baylis
- 2015 : Limitless : Kenneth Paulson
- 2015 : Chicago P.D. : James Whitaker
- 2015 : Almost There : Dr Ira Frank
- 2015 - 2017 : Night Shift : Dr Julian Cummings
- 2016 : Sleepy Hollow : Ezra Mills
- 2017 : Blacklist: Redemption : Dan Bishop
- 2017 : Ryan Hansen Solves Crimes on Television (en) : Capitaine Jackson
- 2017 : The Deuce : l'éditeur
- 2019 : Whiskey Cavalier : Directeur du FBI à New York
- 2019 : Soundtrack : Moses
- 2020 : For Life : Earl

##### Téléfilms
- 1985 : Adventures of Huckleberry Finn (Adventures of Huckleberry Finn) : Jack
- 1988 : Police des polices (Internal Affairs) : Fred
- 1990 : Le Vieil Homme et la Mer (The Old Man and the Sea)
- 1990 : Murder Times Seven  : Fred
- 1993 : Queen
- 1993 : Scam  : Daniel Poole
- 1995 : Heading Home
- 1996 : The Road to Galveston  : Marcus Roosevelt Sr.
- 1996 : Unforgivable : Spider
- 1998 : The Defenders: Choice of Evils : Jack Casey
- 2000 : Le temps passé (Time of Out) : Jack Epson
- 2000 : Deliberate Intent  : Lawrence Horn
- 2000 : Natalie Cole (Livin' for Love: The Natalie Cole Story) : Nat 'King' Cole
- 2002 : Sunshine State de John Sayles : Reggie Perry
- 2003 : Alligator Point
- 2003 : Edge of America  : Kenny Williams
- 2006 : Steel City : Randall Karn
- 2009 : Love & the City : Mr; Belmont
- 2009 : Bunker Hill : Marcus Troy
- 2013 : La Femme du révérend (Sins of the Preacher) : Wade Thompson

### En tant que réalisateur
- 1997 : C-16 (C-16: FBI) (1 épisode)
- 2002 : New York police Blues (1 épisode)

## Discographie
- 1990 : We'll Ride Again et I Haven't Told You Yet How Much I Love You pour la série Cop Rock

## Distinctions

### Nominations
- 1996 : Primetime Emmy Award du meilleur acteur dans un second rôle dans une série dramatique pour Arthur Fancy dans NYPD Blue
- 1996 : Daytime Emmy Award de l'interprète exceptionnel dans une série (en) pour enfants pour Storytime
- 1996 : Screen Actors Guild Award de la meilleure distribution pour une série télévisée dramatique pour NYPD Blue
- 1997 : Screen Actors Guild Award de la meilleure distribution pour une série télévisée dramatique pour NYPD Blue
- 1998 : Image Awards du meilleur acteur dans un second rôle dans une série dramatique pour Arthur Fancy dans NYPD Blue
- 1998 : Screen Actors Guild Award de la meilleure distribution pour une série télévisée dramatique pour NYPD Blue
- 1999 : Image Awards du meilleur acteur dans un second rôle dans une série dramatique pour Arthur Fancy dans NYPD Blue
- 1999 : Screen Actors Guild Award de la meilleure distribution pour une série télévisée dramatique pour NYPD Blue
- 1999 : Viewers for Quality Television Award du meilleur acteur dans un second rôle dans une série dramatique pour Arthur Fancy dans NYPD Blue
- 2000 : Image Awards du meilleur acteur dans un second rôle dans une série dramatique pour Arthur Fancy dans NYPD Blue
- 2000 : Screen Actors Guild Award de la meilleure distribution pour une série télévisée dramatique pour NYPD Blue

### Récompenses
- 1995 : Screen Actors Guild Award de la meilleure distribution pour une série télévisée dramatique pour NYPD Blue
- 2006 : Daytime Emmy Award de l'interprète exceptionnel dans une série (en) pour enfants pour Edge of America